# Диммер
Ди́ммер (от англ. dim «затемнять»), также светорегулятор — электронное устройство, предназначенное для изменения электрической мощности (регулятор мощности). Обычно используется для регулировки яркости света, излучаемого лампами накаливания или светодиодами.
Простейший диммер представляет собой переменный резистор (например, реостат), но на таком регуляторе выделяется чересчур большая мощность, сравнимая на малых уровнях яркости с мощностью нагрузки, что обусловливает низкий КПД и сильный нагрев устройства. Роль диммера может выполнять автотрансформатор. Автотрансформаторы по сравнению с симисторными и тиристорными диммерами имеют бо́льшие габариты и вес, требуют приложения бо́льших механических усилий для управления и до́роги, но выдают неискаженный синусоидальный (или весьма близкий к нему) выходной сигнал частотой 50 или 60 Гц во всем диапазоне регулируемого напряжения без привнесения помех переключения.
Наиболее компактными и экономичными считаются электронные диммеры. Во всех современных электронных диммерах в качестве силового элемента используется полупроводниковый симисторный или транзисторный ключ. Важно помнить, что большинство электронных диммеров выдаёт на выходе не синусоидальный сигнал, а отсечённые электронным ключом участки синусоиды. Подключать к таким диммерам устройства, требующие питания от тока с низким коэффициентом гармоник (в том числе электродвигатели, индукционные трансформаторы для галогенных ламп и т. д.), нельзя: это может привести к выходу из строя устройства вследствие перегрева обмотки. Также дешёвые электронные диммеры, не снабженные специальным фильтром, могут генерировать сильные электромагнитные помехи.
Первые диммеры имели механический способ управления и могли выполнять только одну функцию — изменяли яркость светильника. Современные многофункциональные светорегуляторы оснащены микроконтроллером и имеют расширенный набор функций:
- управление яркостью света;
- автоматическое отключение;
- имитация присутствия человека;
- плавное включение и отключение света;
- различные режимы затемнения и мигания (flash «искрящийся», strobe «регулярно импульсный», fade «затухающий», smooth «приглушённый»);
- дистанционное управление (по инфракрасному каналу, радиоканалу, акустическое [хлопок, шум с уровнем выше установленного] или голосовыми командами).

Диммеры бывают сигнальными, например, диммеры с выходным интерфейсом 0-10V[прояснить]. Такие диммеры подают команды на внешние контроллеры, электронные пускорегулирующие аппараты (ЭПРА) и другие устройства, которые в свою очередь производят регулирование светового потока, оборотов двигателя, уровня звука и др.
Диммеры различных видов изображены на рисунках.

## Применение
Диммеры применяются:
- для регулирования яркости ламп накаливания;
- для регулировки температуры различных электронагревателей резисторного типа (например, паяльников и утюгов);
- как автоматические «устройства плавного пуска» для ламп накаливания.

Диммеры могут применяться с осторожностью (так как существует риск повредить двигатель) для регулировки частоты вращения маломощных электродвигателей.
Диммеры не следует применять для радиоприёмников, телевизоров и других устройств с трансформаторным питанием или импульсным блоком питания (в том числе, для люминесцентных ламп с электронным балластом).

### Особенности
- Применение диммеров с лампами накаливания (для их включения «с нуля») позволяет избежать броска тока через лампу. Бросок тока часто приводит к преждевременному перегоранию лампы. Но на практике лампы всё равно перегорают в момент включения (и даже выключения), хотя, возможно, и реже. Кроме того, величина начального напряжения сильно зависит от самого диммера — некоторые выдают минимальное напряжение, при котором нить накала едва тлеет, а другие выдают довольно большой минимум, едва ли не в треть накала, именно при включении.
- При регулировке мощности лампы накаливания изменяется не только яркость света, но и его цветовая температура — чем меньше яркость, тем свет краснее.
- Необходимо учитывать, что КПД лампы накаливания сильно падает с уменьшением напряжения, поэтому вместо постоянного уменьшения яркости мощной лампы гораздо экономичнее использовать лампу подходящей (меньшей) мощности, подключенную напрямую.
- Лампа накаливания, особенно мощная, при уменьшении яркости диммером начинает издавать высокочастотный шум (свист), негромкий, но отчётливо слышимый в тишине. Это происходит из-за механических колебаний (магнитострикции) спиральной нити накала, питаемой током, содержащим высокочастотные гармоники, возникающие в цепи при переключении симистора. При питании лампы напрямую от сети (без диммера) магнитострикция практически незаметна.
- Не рекомендуется, во избежание влияния помех, включать устройства с диммерами рядом с радиоприёмниками и чувствительными измерительными приборами. Так, если включен паяльник с диммером, то на экране осциллографа рядом могут появиться посторонние сигналы, а прослушивание ДВ/СВ радиоприёмника в комнате с регулируемым освещением может вообще оказаться невозможным.
- При записи и трансляции звука от источника с малым уровнем сигнала (микрофон, звукосниматель) диммер может явиться неочевидной причиной фона (может вызывать помехи). Об этом эффекте нельзя забывать при планировании освещения в студиях звукозаписи и радиоузлах. Лампы накаливания для студийного освещения следует подключать напрямую либо предусматривать схемы, исключающие диммер при начале трансляции (записи).

## Способ управления диммером
По способу управления различают диммеры:
- механические;
- электронные:
  - контактные;
  - бесконтактные;
- дистанционные;
- акустические.

 В основе механического диммера потенциометр, подключённый не непосредственно к нагрузке, а передающий сигнал через схему управления на силовой элемент (реостат, дроссель, тиристор).
 В электронных диммерах возможны следующие датчики воздействия:
- контактный (сенсорный);
- бесконтактный (инфракрасный, ультразвуковой или ёмкостный).

 В дистанционных диммерах управление производится пультом дистанционного управления, излучающим инфракрасные (IR) или радио- (RF) волны.
 Акустический диммер реагирует на громкий звук или на команды, подаваемые голосом (см. голосовое управление).
В одном приборе могут одновременно использоваться разные способы управления.

## Конструкция

### Тиристорный диммер
В первый момент времени тиристор SCR закрыт, а конденсатор C заряжается через резистор R. Напряжение входной полуволны нарастает, и в некоторый момент открывается динистор ZD, а за ним — и тиристор SCR. Между клеммами начинает проходить значительный ток. Ток течёт до тех пор, пока напряжение полуволны не снизится до закрытия динистора ZD. При этом конденсатор С разрядится через диод D1 и тиристор SCR. Тиристор закроется. На следующем цикле процесс повторится заново.
Нагрузка подключается последовательно (на рисунке клеммы расположены слева).
Принцип действия такого диммера состоит в том, что, открывая тиристор в разные моменты времени относительно перехода напряжения через 0, можно «обрезать» синусоидальные волны регулируемого напряжения и тем самым изменять действующее значение напряжения и ток в нагрузке.

### Дроссель
В большинстве диммеров используются ключевые схемы, при работе которых возбуждаются электромагнитные волны в широком диапазоне частот. Эти волны возбуждают ток в проводах, соединяющих диммер с источником питания и с регулируемой нагрузкой, создают помехи. Для снижения помех в конструкцию диммеров часто добавляют дроссели (индуктивности) (в качестве реактивного элемента), а также LC (индуктивно-ёмкостные) фильтры как со стороны питания, так и со стороны нагрузки. Чем больше частота переменного тока, тем меньшего размера требуется дроссель, а сочетание с хорошими фильтровыми конденсаторами с низким активным сопротивлением позволяет достичь приемлемого уровня помех. Современные диммеры уже не мешают работе радиоприёмников.

## Недостатки
- Диммер предназначен для регулирования мощностей тех источников света, на которые он рассчитан.
- Напряжение на выходе диммера не имеет синусоидальной формы. Из-за этого понижающие трансформаторы (устройства, предназначенные для преобразования подаваемого напряжения в требуемое напряжение) могут работать неправильно.
- Диммеры могут вызывать электромагнитные помехи (в том числе и на частотах радио).
- Регулировка выходного напряжения нелинейно зависит от значения сопротивления нагрузки.
- С диммерами несовместимы люминесцентные лампы и источники света, оснащенные дополнительными устройствами, такими как ЭПРА, трансформатор, драйвер и т. п., кроме специально предназначенных для использования с диммером (на упаковке источника света заявлена возможность использования с диммером — имеется надпись «диммируемая» или «dimmable»).
- Несмотря на неоспоримое удобство применения диммера для регулирования яркости, низка его эффективность (КПД) при работе с лампами накаливания на небольшой яркости. Зависимость светового потока от входного напряжения определяется показательной функцией. Так, при напряжении, равном 50 % от номинального, и потребляемой мощности, равной 25 % от номинальной, световой поток составляет 8,25 %. Вместо использования диммера для понижения мощности (например, для ночного или дежурного освещения) следует применять лампы накаливания меньшей мощности. Или следует заменить диммеры и лампы накаливания на диммерные схемы и светодиодные источники света.
- При работе с движущимися механизмами/инструментами и при использовании малоинерционных источников света (светодиодов, газоразрядных ламп и т. п.) диммеры следует применять с осторожностью. Из-за стробоскопического эффекта может возникнуть опасная иллюзия неподвижности движущихся частей механизма/инструмента, что способно привести к увечьям.

Некоторые компании (в том числе мировые лидеры по производству электроустановочных изделий Schneider Electric и Тесо) уже производят диммеры для люминесцентных ламп. Работоспособность выпускаемых диммеров напрямую зависит от схемотехники электронно-пускорегулирующего аппарата (ЭПРА).
Компании-производители электротехнического оборудования Feller, Gira, Jung, Merten, Schneider Electric и производители ламп OSRAM и Radium с целью унификации диммеров и люминесцентных или светодиодных ламп разработали открытый стандарт LEDOTRON ().